# György Gusztáv
Aknaszlatinai György Gusztáv, születési és 1898-ig használt nevén Gschwandtner Gusztáv (Aknaszlatina, 1864. május 23. – Budapest, 1919. január 15.) bányaigazgató, vegyelemző, kohómérnök.

## Életpályája
Gschwandtner Albert (1837–1903) az aknaszlatinai sóbányák főtanácsosa, a pénzügyminisztérium bányászati ügyosztályának miniszteri titkára és Munkácsy Berta (1844–1906) fiaként született hétgyermekes családba. Apai nagyapja, Anton Gschwandtner (1796–1857) Bad Ischl-ben sóbányahivatali pénztáros, anyai nagyapja, Munkácsy András (1809–1881) máramarosszigeti sebészorvos volt.
1882-től 1885-ig tanult a Selmeci Akadémián, majd 1887-ben államvizsgázott a fémkohászati szakon. Gyakorlati idejét Budapesten, Körmöcbányán és Selmecbányán töltötte. 1887-től 1891-ig a Selmeci Akadémia bányászati és erdészeti vegytan tanszékének tanársegéde. 1891-től a selmeci bányaigazgatóságnál vegyelemző. 1900-től a fernezelyi kohónál mérnök, majd főmérnök. 1904–1918 között a nagybányai bányaigazgatóság vegyelemző hivatalánál dolgozott: 1907-től főmérnök, 1909-től hivatalfőnök.
1903. december 28-án családját nemességben részesítették.
A Farkasréti temetőben helyezték örök nyugalomra testvérével, György Alberttel a 15. parcella 1-13/14 sírjába.

### Családja
1896. augusztus 17-én Nagybányán feleségül vette Bittsánszky Stefániát (1872–1947), Bittsánszky Ede (1832–1901) miniszteri tanácsos, bányaigazgató lányát. Gyermekeik: György Elma (1897–1974) és György Ede (1900–1966) gyermek-, fül- és gégeszakorvos.

## Tudományos közlései
- A galvanoplasztikáról (Természettudományi Közlöny, 1891, 260.)
- A selmeczi m. k. központi ezüstkohó III. és IV-ik számú tovalapátoló pörkölőpestjeiből nyert szállópornak képződése, – s annak vegyelemzéséről. (Bányászati és Kohászati lapok, 1892, 9.)
- A kéneskőpróbák kikészítéséről. (Bányászati és Kohászati lapok, 1892, 18.)
- Az aczél aluminiumtartalmának meghatározása. (Bányászati és Kohászati lapok, 1893, 13.)
- Az aluminium előállításáról. (Bányászati és Kohászati lapok, 1893, 24.)
- Az ólom-próbák kikészítéséről. (Bányászati és Kohászati lapok, 1894, 15.)
- A rézbányai Bismuth-érczek kohósítása. (Bányászati és Kohászati lapok, 1896, 11.)
- A nemes fémek kivonása cyanirozás útján. (Bányászati és Kohászati lapok, 1897, 6-21.)
- A tellur meghatározása. (Magyar Chemiai folyóirat, 1897, 9.)
- A zinknek térfogatos meghatározása. (Bányászati és Kohászati lapok, 1899, 32.)
- Kurovszky György szabadalmazott lúgzási eljárása. (Bányászati és Kohászati lapok, 1900, 33.)
- A selmeczi m. kir. fémkohó szállóporairól s kondenzáló berendezéseiről. (Bányászati és Kohászati lapok, 1900, 33.)
- A fernezelyi kohófüst ártalmas voltáról. (Bányászati és Kohászati lapok, 1903, 36.)
- A fernezelyi kohónál előforduló ólomhiányokról, valamint a dús ólmoknak tisztításáról elektromos úton. (Bányászati és Kohászati lapok, 1903. 39.)
- A kohófüst elemzése. (Bányászati és Kohászati lapok, 1905, 38.)
- Észrevételek a cianidlúgzásról. (Bányászati és Kohászati lapok, 1906, 39.)
- A kohófüst ártalmas voltának megállapításáról, tekintettel a füstkártalanítási perekre. (Bányászati és Kohászati lapok, 1910, 43.)
- Az ólompróbák kikészítéséről. (Bányászati és Kohászati lapok, 1913, 46.)
- A rádium s annak meghatározásáról. (Bányászati és Kohászati lapok, 1913, 46.)

## Művei
- Mennyileges elemző vegytan különös tekintettel a fém és vaskohó-laboratoriumokban előforduó elemzésekre. (Selmeczbánya, 1894)
- A nagybányai bányakerület monográfiája. Oblatek Bélával. (Nagybánya, 1912)